# Ánna-Michelle Assimakopoúlou
Ánna-Michelle Assimakopoúlou (en grec Άννα-Μισέλ Ασημακοπούλου), née le 27 mars 1967 à New York, est une femme politique grecque.

## Biographie
Aux élections législatives grecques de janvier 2015, elle est élue députée au Parlement grec sur la liste de Nouvelle Démocratie dans la deuxième circonscription d'Athènes.
Elle est députée européenne depuis 2019.